# Гвідо Колона ді Паліано
Гві́до Коло́на ді Паліа́но (італ. Guido Colonna di Paliano; 16 квітня 1908, Неаполь, Італія — 27 січня 1982, Неаполь, Італія) — італійський політик, Європейський комісар з питань промисловості (1967–1970), Європейський комісар з питань внутрішнього ринку та послуг (1964–1967), заступник Генерального секретаря НАТО (1962–1964), Надзвичайний і Повноважний Посол Республіки Італії в Норвегії (1958–1962).

## Біографія
Народився Гвідо Колона ді Паліано 16 квітня 1908 року в Неаполі. Після закінчення навчання у середній школі вступив до Неапольського університету імені Фрідріха II. Навчався на факультуті юриспруденції. У 1930-му році успішно закінчив навчання. З травня 1934-го по травень 1937-го був віце-консулом Італії в Канаді. У 1938-му році, перебуваючи у Нью-Йорку, познайомився з Наталі Таті, сестрою відомого кінорежисера Жака Таті. Пізніше вони одружились. У грудні 1958-го року призначений Надзвичайним і Повноважним Послом Республіки Італії в Норвегії. До 1962-го року був заступником директора з політичних питань МЗС, а потім заступником Генерального секретаря Організації економічного співробітництва та розвитку. З 1962-го по 1964-й займав посаду заступника Генерального секретаря НАТО.
У липні 1964-го року став Єврокомісаром з питань внутрішнього ринку та послуг, а у 1967 році — Єврокомісаром у питаннях промисловості. 8 травня 1970-го року подав у відставку.
У травні 1970-го року Гвідо став президентом мережі універмагів «La Rinascente».
Помер Гвідо Колона ді Паліано 27 січня 1982 року. Похований у Неаполі.

## Нагороди
- Кавалер Ордена «За заслуги перед Італійською Республікою» (з 1963 року)[5]
- Кавалер Великого Хреста Ордена «За заслуги перед Італійською Республікою» (з 1970 року)[6]